# D'erlanger
D'erlanger (estilizado como D'ERLANGER) é uma banda japonesa de rock visual kei formada em 1983 em Quioto pelo guitarrista Cipher e baixista Seela. No ínicio sua musicalidade envolvia heavy metal, mas depois de recrutar o baterista Tetsu e o vocalista Kyo, eles mudaram para o rock alternativo e punk rock em seu álbum de estreia La Vie En Rose (1989), usando o bordão "Sadistical Punk". No ano seguinte, assinaram contrato com a BMG Japan e lançaram Basilisk em março de 1990, que alcançou o top 5 das paradas da Oricon Albums Chart. No entanto, em dezembro, o grupo anunciou repentinamente sua separação.
Apesar do pouco tempo sob os holofotes, são reconhecidos como um dos fundadores do movimento visual kei e um de seus representantes. D'erlanger retomou as atividades em 2007 lançando o álbum Lazzaro. Desde então, eles lançaram mais seis álbuns de estúdio e fizeram extensas turnês, incluindo apresentações no exterior.

## História

### Carreira original (1983-1990)
D'erlanger, cujo nome significa tentação indecente em francês, foi formado em dezembro de 1983 por Cipher e Seela na guitarra e no baixo, respectivamente. O vocalista Kaoru e o baterista Shi-Do logo se juntaram para completar a formação. Eles fizeram sua primeira apresentação em maio de 1984 no Osaka Bourbon House, quando Cipher tinha apenas quinze anos. Em agosto de 1984, Kaoru deixou a banda e foi substituído por Dizzy.
Eles lançaram 3 fitas demo em 1985, "Tonight", "The Birth of Splendid Beast !!" e "Blue". No dia 26 de outubro de 1986 participaram de um evento no Meguro Rokumeikan, chamado The New Power Metal Audition, organizado pelo selo Mandrake Root Records para comemorar seu primeiro aniversário. D'erlanger venceu o concurso e a gravadora lançou seu single "Girl" em 20 de fevereiro de 1987, limitado a 3.000 cópias. Distribuíram outra fita demo limitada a 100 cópias gratuitamente em 22 de fevereiro, contendo apenas a canção "Sadistic Emotion".
Em 1 de agosto de 1987, D'erlanger fez seu primeiro show solo no Meguro Rokumeikan. Pouco depois, Shi-Do decidiu deixar e foi substituído por Tetsu em outubro, que era roadie da 44Magnum junto com Cipher.

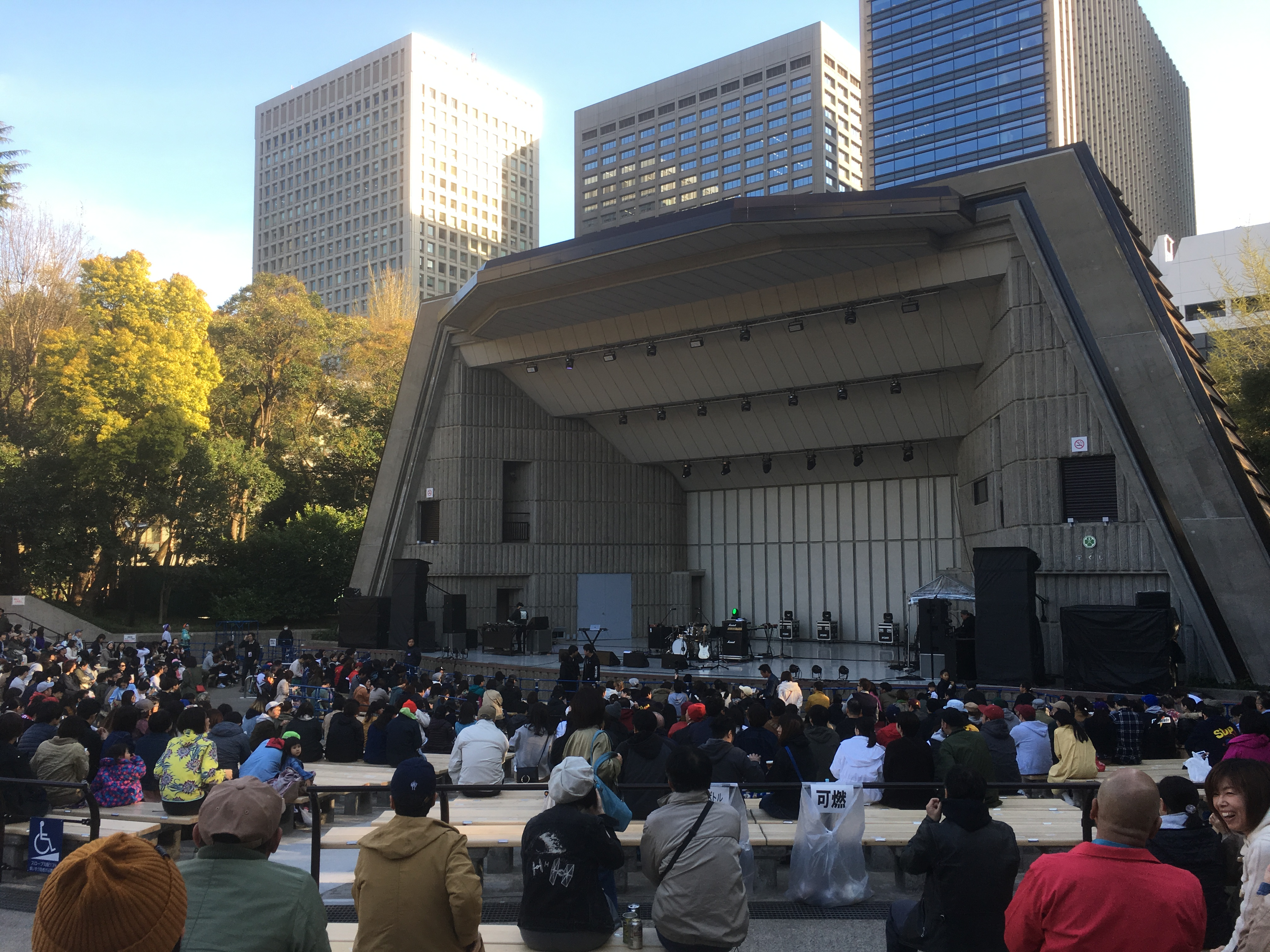
Hibiya Open-Air Concert Hall, onde D'erlanger realizou o que se tornou seu penúltimo concerto em 1990.

O vocalista Dizzy também deixou a banda em junho de 1988. Kyo, que havia tocado anteriormente com Tetsu na banda Dead Wire e no Saver Tiger (junto com hide), se tornou o novo vocalista em 1 de julho.
Após seu primeiro show com Kyo em 22 de julho, eles embarcaram na turnê Sadistic Punk. Durante a turnê em 1989, eles lançaram seu primeiro álbum em 10 de fevereiro, La Vie En Rose, pela Danger Crue Records. O álbum foi um sucesso imediato e teve de ser relançado mais três vezes somente naquele ano. Uma mudança drástica da musicalidade da banda foi apresentada neste álbum, indo de heavy metal para punk e rock alternativo. D'erlanger então fez a curta turnê chamada Incarnation of Eroticism.
O ano de 1990 começou com a assinatura da banda com a grande gravadora Ariola Japan, na época um sub selo da BMG. Durante a turnê Ai to Shi to Koh-Kotsu no início de 1990, eles lançaram seu primeiro single numa grande gravadora, "Darlin", em 25 de janeiro. Em 7 de março, lançaram seu segundo álbum Basilisk. O single "Lullaby -1990-" foi lançado pouco antes de se iniciar a turnê Moon and the Memories em 10 de setembro. A turnê terminou no dia 31 de outubro, no Koseinenkin Kaikan em Osaka.
Em 24 de dezembro de 1990, o D'erlanger chocou seus fãs ao anunciar repentinamente que a banda estava encerrando as atividades. Um álbum de vídeo e dois álbuns ao vivo intitulados Moon and the Memories... the Eternities Last Live 1 e 2 foram lançados em 6 de março de 1991, os quais foram gravados em seus penúltimos shows em 27 e 28 de outubro de 1990 no Hibiya Open-Air Concert Hall em Tóquio. Em 21 de abril de 1995, seus dois álbuns de estúdio foram remasterizados e relançados. Em 2020, o fundador da Danger Crue Records Masahiro Oishi disse que a banda se separou devido a má administração. Cipher contou que ele mesmo pode ter causado a separação, pois não conseguia ligar com a sobrecarga do gerenciamento de uma banda.

### Reunião (2007–2012)
Em 14 de março de 2007 o D'erlanger se reuniu e lançou o álbum de grandes êxitos e DVD intitulado Pandora. No mesmo dia, a banda lançou o primeiro em 17 anos e terceiro álbum de estúdio intitulado Lazzaro, pela Cutting Edge. Em 22 de abril, eles apresentaram sua "performance de rejuvenescimento" intitulada Bara Iro no Sekai - Rosy Eyesight no Zepp Tokyo, que foi gravada e lançada em DVD em 19 de setembro.  Em 22 de setembro de 2007, D'erlanger realizou o evento Abstinence's Door #001, onde eles próprios, Mucc e Merry se apresentaram, contando com alguns covers do D'erlanger por eles. Este foi o primeiro de vários Abstinence's Door, um evento da banda com vários artistas.
Lançaram o single "Zakuro" em 19 de março de 2008. Inclui a canção "Love Anymore", que foi composta inicialmente por Cipher quando ele tinha dezesseis anos e incluída na fita demo "Blue" sob o nome "Telephon", desta vez com nova letra de Kyo. A banda lançou seu quarto álbum The Price of Being a Rose is Loneliness em 30 de abril e então embarcaram na turnê D'erlanger Tour '08 -A Rose Insane-. A turnê começou em 6 de maio com o show D'erlanger 25th Anniversary no Nippon Budokan . As filmagens desse show foram lançadas no dia 10 de dezembro no DVD Bara Iro no Jinsei -La Vie en Rose. D'erlanger realizou o Abstinence's Door #002 em 21 de setembro com Inoran, Merry e heidi. O Abstinence's Door #003 foi realizado em 8 de novembro, com the Underneath e La; Cen-zhow. No dia seguinte, aconteceu o Abstinence's Door #004, onde lynch., Sadie e the Underneath se apresentaram.
Em 25 de julho de 2009 eles tocaram em Taipé, Taiwan, sendo a primeira apresentação da banda em um país estrangeiro. D'erlanger se apresentou no V-Rock Festival '09 em 24 de outubro, o show foi transmitido ao vivo para todo o mundo no site oficial do festival. Também fizeram um show na Coreia do Sul em 30 de outubro. A banda então lançou seu quinto álbum, o autointitulado D'erlanger, em 11 de novembro de 2009. O álbum inclui uma versão de estúdio de "Easy Make, Easy Mark", uma música que eles escreveram e tocaram nos anos 80.
Em 19 e 20 de setembro de 2010, aconteceram o Abstinence's Door #005 e a Abstinence's Door #006. Head Phones President, defspiral e Girugamesh apresentaram na primeira noite, enquanto Acid Android e Pia se apresentaram na segunda noite. Cada show foi transmitido ao vivo para todo o mundo no Ustream.tv. Abstinence's Door #007 aconteceu três dias depois em Taipei, com a banda taiwanesa Overdose e novamente a coreana Pia se apresentando.
D'erlanger lançou o álbum A Fabulous Thing in Rose em 29 de setembro de 2010. Ele contém onze faixas: 8 regravações de músicas de seus primeiros 2 álbuns de estúdio, uma versão em inglês de "La Vie En Rose", mais as novas faixas "Everything is Nothing" (uma música que escreveram e tocaram durante os anos 80) e o instrumental "Adameve".
Em 13 de dezembro, foi anunciado em seu site oficial que a banda se apresentaria em Moscou, Rússia, no XO-Club em 30 de abril de 2011. No entanto, em 29 de março, após o sismo e tsunami de Tohoku em 2011, a banda decidiu adiar o show. Este teria sido o primeiro show da banda em um país europeu. Depois, No ano seguinte, retornaram a Taiwan, desta vez para uma apresentação no Hohaiyan Rock Festival em 15 de julho de 2012. D'erlanger fez um cover de "Iconoclasm" para o Parade II -Respective Tracks of Buck-Tick-, um álbum em tributo a Buck-Tick, e participou da turnê do álbum Buck-Tick Fest 2012 On Parade em 23 de setembro.

### Warner Music Japan (2013–presente)
D'erlanger lançou seu sexto álbum de estúdio, #Sixx, em 22 de maio de 2013. Foi o primeiro lançamento desde que trocaram as gravadoras de Cutting Edge para a Warner Music Japan. Tocaram um cover da canção "Genkai Haretsu" de hide para o álbum Tribute VII -Rock Spirits- lançado em dezembro de 2013. 2014 viu uma continuação da turnê do sexto álbum, intitulado #Sixx-69-. Seu próximo álbum, Spectacular Nite -Kuruoshii Yoru ni Tsuite-, foi lançado em 22 de abril de 2015. Em 2 de maio, o D'erlanger deu início a uma turnê nacional para comemorar seu 25º aniversário, que terminou em 14 de junho no Akasaka Blitz. Eles também se apresentaram no segundo dia do Lunatic Fest, festival da banda Luna Sea, em 28 de junho, bem como no concerto anual da banda Angelo, Intersection of Dogma em 5 de agosto.
O grupo lançou J'aime La Vie em 3 de maio de 2017, que se tornou o álbum de estúdio de maior sucesso desde a reunião. Também comemoraram o 10º aniversário desde sua reunião com um show. Um álbum tributo à banda chamado D'erlanger Tribute Album ~Stairway to Heaven~ foi lançado em 13 de setembro de 2017. Ele contém covers de suas canções por artistas como Dir en grey, Hyde, Teru e Hisashi, Inoran, etc. A banda então realizou o Abstinence's Door #008 e #009 no EX Theatre Roppongi em 15 e 16 de setembro. A primeira apresentação incluiu Angelo e Dezert, a segunda incluiu lynch. e Psycho le Cému, enquanto o D'erlanger se apresentou com Hyde na primeira noite e Kiyoharu na segunda. O Abstinence's Door #010 foi realizado em 20 de abril de 2019 com Merry e Cali≠gari e o grupo lançou seu nono álbum, Roneve, em 22 de maio. Foi apoiado por uma turnê nacional de quinze datas de maio a julho.
Em 14 de setembro de 2021, D'erlanger anunciou o adiamento da turnê Agito, que estava programada para começar no final do mês, para que Kyo pudesse remover um tumor no pulmão e manter-se em tratamento.  Em 27 de dezembro, D'erlanger se apresentou no evento Jack in the Box 2021, onde três instrumentistas da banda foram inicialmente ajudados por Tatsurou (Mucc) e Hyde com os vocais. Porém, no final do show Kyo retornou aos palcos para cantar uma música. A turnê Agito aconteceu entre março e julho de 2022 e comemorou o 15º aniversário da reunião da banda.  Em 27 de agosto o grupo se apresentou no evento So no Sekai organizado por Arlequin. A celebração do aniversário de carreira continuou com cinco shows no Veats Shibuya com o grupo sob o nome Sadistical Punk 2022 entre setembro e novembro.  No ano seguinte, D'erlanger realizou a turnê Anonymouz com 22 shows, de 13 de maio a 30 de julho de 2023. Eles lançaram seu décimo álbum de estúdio, Rosy Moments 4D, em 13 de setembro e o divulgaram com uma turnê de 16 de setembro a 23 de novembro.

## Influência e legado
D'erlanger é frequentemente creditada como uma das bandas fundadoras do movimento da cena visual kei e influenciou muitos artistas posteriores. Tomokazu Nishihiro do Real Sound escreveu que, ao mostrar influência do metal, punk e rock japonês antigo em sua música, eles afetaram o som e também a imagem do visual kei. Kiyoharu disse que, com bandas como Boøwy e Buck-Tick sendo populares na época, a mistura de D'erlanger de "beat rock" com metal era "chocante". Tomoyuki Hokari da OK Music também descreveu sua música como tendo aspectos de beat rock como Boøwy e misturando-os com metal como 44Magnum. Nishihiro afirmou que D'erlanger ainda é considerado uma banda única depois de décadas porque cada membro é distinto e diferente de qualquer outro músico.
A revista Kerrang! incluiu Basilisk em uma lista de 13 álbuns essenciais de rock e metal japoneses, escrevendo que suas canções "engoliram uma geração com uma intensidade erógena crescente que a cena raramente viu desde então". Inoran foi influenciado por D'erlanger quando adolescente e expressou admiração particular por Cipher em várias ocasiões. Seu colega de banda no Luna Sea, Shinya, descreveu D'erlanger como um exemplo de banda que contém todos os elementos do visual kei e elogiou a bateria de Tetsu. Hyde também admira D'erlanger, particularmente Kyo, cujo estilo ele imita. O guitarrista do Dir en grey, Die, desenvolveu seu amor por seu instrumento ao ouvir La Vie En Rose e chamou Cipher de seu "herói da guitarra".

## Membros
- Ichiro "Cipher" Takigawa (瀧川 一郎, Takigawa Ichirō) – guitarra, vocais de apoio (1983–1990, 2007–presente)
- Tomohiro "Seela" Nakao (中尾 朋宏, Nakao Tomohiro) – baixo, vocais de apoio (1983–1990, 2007–presente)
- Tetsu Kikuchi (菊地 哲, Kikuchi Tetsu) – bateria (1987–1990, 2007–presente)
- Hiroshi "Kyo" Isono (磯野 宏, Isono Hiroshi) – vocais (1988–1990, 2007–presente)

Ex membros
- Kaoru Miyahira (宮平 薫, Miyahira Kaoru) – vocais (1983–1984)
- Tadashi "Shi-Do" Uno (宇野 忠, Uno Tadashi) – bateria (1983–1987)
- Yoshifumi "Dizzy" Fukui (福井 祥史, Fukui Yoshifumi) – vocais (1984–1988)

## Discografia

### Álbuns
| Título                                                                              | Lançamento              | Posição na Oricon |
| ----------------------------------------------------------------------------------- | ----------------------- | ----------------- |
| La Vie En Rose                                                                      | 10 de fevereiro de 1989 | 25                |
| Basilisk                                                                            | 7 de março de 1990      | 5                 |
| Lazzaro                                                                             | 14 de março de 2007     | 32                |
| the price of being a rose is loneliness                                             | 30 de abril de 2008     | 22                |
| D'erlanger                                                                          | 11 de novembro de 2009  | 19                |
| #Sixx                                                                               | 22 de maio de 2013      | 16                |
| Spectacular Nite -Kuruoshii Yoru ni Tsuite- (Spectacular Nite -狂おしい夜について-) | 22 de abril de 2015     | 18                |
| J'aime La Vie                                                                       | 3 de maio de 2017       | 14                |
| Roneve                                                                              | 22 de maio de 2019      | 15                |
| Rosy Moments 4D                                                                     | 13 de setembro de 2023  | 17                |